# La violoncel·lista descansant
La violoncel·lista descansant és una pintura de Lluïsa Vidal del 1909 que representa a la seva germana Francesca i es conserva a la Vil·la Casals-Museu Pau Casals del Vendrell. El quadre va ser un regal de noces de la pintora a la seva germana.

## Història
Lluïsa Vidal el 1909 va regalar aquesta obra a Francesca pel seu casament amb l'industrial Felip Capdevila, que era amic íntim del violoncel·lista Pau Casals, a qui la noia ja coneixia perquè li havia fet classes de violoncel als 19 anys. Anys després, quan el músic va tornar dels Estats Units, el matrimoni va dedicar tots els seus esforços a ajudar-lo en el projecte de l'Orquestra Pau Casals fins que Felip va morir sobtadament el 1921. Francesca va seguir amb la feina al costat de Pau Casals, amb qui va formar parella fins a la seva mort.
El mes de maig de 1909 Lluïsa va participar en una exposició conjunta amb la pintora Pepita Teixidor a la Sala Parés de Barcelona. Hi va presentar dotze obres, entre retrats a l'oli i dibuixos a la sanguina, entre els quals hi havia La violoncel·lista descansant, Retrat de Maria Condeminas, El niño con su perro, algunes escenes urbanes de París i la sanguina Retrat de Carme Karr. La revista Feminal, amb la qual la pintora estava vinculada i col·laborava assíduament, se'n feia ressò en el seu número del mes de maig, dedicant-li un extens article on es va reproduir aquesta obra. Igualment, en la seva secció de societat titulada Barcelonines, notificava el casament de Francesca.
El retrat de Francesca va formar part de l'exposició pòstuma de Lluïsa Vidal que l'any 1919 es va fer a la Sala Parés, com ho testimonien les fotografies que en va fer Josep Brangulí, i al 2013 es va incloure en l'exposició retrospectiva Lluïsa Vidal, pintora del modernisme organitzada pel Museu Nacional d'Art de Catalunya (MNAC).
A la casa que tenia al Barri Marítim de Sant Salvador Pau Casals hi va reunir una col·lecció d'obres d'art molt personal, entre les quals hi havia aquest retrat, que era molt important per al violoncel·lista i que actualment es pot veure a la Sala de Música de la Vil·la Casals. Francesca havia estat una de les seves millors alumnes i la seva parella durant dècades. El Museu Pau Casals conserva Igualment un dibuix al carbó de Francesca, també datat al 1909.

## Descripció
La violoncel·lista descansant és un retrat a l'oli sobre tela de gran format (171 x 197 cm) que representa a la germana de l'artista, Francisca Vidal i Puig o Frasquita, com l'anomenava la família. Lluïsa Vidal la va representar al costat del seu violoncel, en una pausa després d'haver estat tocant.
La viol·loncelista està asseguda en una cadira, retratada de perfil, i recolza les cames estirades en un reposapeus. Al seu costat esquerre i en segon pla, hi ha el violoncel que descansa el cap damunt d'una taula i més enllà, a la dreta de l'espectador, un faristol de fusta buit, excepte per un xal. La noia va vestida amb un vestit blanc de passeig que està ornamentat amb puntes o blondes al cos i a la part inferior de les mànigues. Al costat esquerre del pit porta una llaçada rosa i als cabells una cinta com a diadema que es recull al voltant del monyo. El fons de l'estança és més aviat anodí i està poc definit: a la dreta hi ha una cortina grisa, pesada, i cap a l'esquerra es veu una paret marró sense cap mena de decoració.
Lluïsa Vidal va fer un retrat introspectiu, molt íntim, que va més enllà del realisme que demana el gènere del retrat i que expressa l'estat d'ànim de Frasquita Vidal, captada en un moment de recolliment i de reflexió que la seva germana i confident va saber copsar en aquest retrat. La retratada mostra una emocio continguda i desprèn un sentiment de solitud i una certa malenconia, amb una mirada distreta i les mans damunt la falda.
Des de 1906, quan el pare havia deixat la família arran d'una crisi per la mort de la seva germana Carlota, Lluïsa Vidal va haver de fer-se càrrec de la seva mare i germans. D'altra banda, és conegut que Francesc Vidal era molt protector amb les seves filles i es va oposar als seus matrimonis. Segons els estudiosos, aquests dos fets, la protecció de l'artista cap als seus germans i el possible rebuig del pare al matrimoni de Francesca, devien motivar un retrat d'aquestes característiques. D'alguna manera, Vidal representa a una dona intel·ligent i culta, amb una bona formació, que ha pres la decisió de deixar la seva carrera musical per dedicar-se al marit i a la família.

## Estil
Lluïsa Vidal es va especialitzar en el retrat per encàrrec i també va pintar diferents membres de la seva família, així com moltes dones del món burgès i intel·lectual de l'època, com la periodista Carme Karr, la pedagoga Francesca Bonneimason, la compositora Narcisa Freixas, l'escriptora Caterina Albert o la poetessa Agnès Armengol. Des dels primers anys de la seva trajectòria artística va demostrar una predilecció per la figura humana, tant en retrats com formant part d'escenes, tot i que també va tractar altres gèneres pictòrics, com el paisatge o la natura morta. Els seus retrats es valoraven perquè s'apartaven de la rigidesa acadèmica i reflectien la personalitat i l'estat emocional del retratats. D'altra banda, les escenes en què la dona era protagonista mostraven un món diferent, un món quotidià de dona copsat a través d'una mirada de dona.
La pintora va triar una composició en la qual la retratada no és al centre del quadre, sinó al terç esquerre, i la seva postura marca una diagonal cap a la dreta i cap avall. Així, els ulls de qui el mira passen primer pel violoncel, després pels seus peus i finalment van cap al faristol buit. La mirada perduda de Francesca, cap a la dreta de l'espectador, no es dirigeix a cap dels objectes que l'acompanyen i sembla no portar enlloc.
La pinzellada és distesa i la pintora, més que centrar-se en el dibuix i el detall, posa el focus d'atenció en el tractament de la llum i l'atmosfera de l'espai.

## Influències
Els estudiosos coincideixen que els retrats de Lluïsa Vidal tenien una clara influència dels mestres clàssics espanyols, que ella havia estudiat al Museo del Prado quan, amb només 16 anys, va acompanyar al seu pare a Madrid l'any 1892. Alhora, la pintora coneixia bé l'obra dels principals pintors dels primers anys del Modernisme, a finals del segle xix, i molt especialment Santiago Rusiñol i Ramon Casas. La influència de la pintura parisenca en aquests pintors els havia convertit en els introductors a Catalunya del naturalisme, amb una mirada impressionista en la construcció del quadre amb figura a l'estil de Degas, i Casas havia esdevingut el retratista de la burgesia barcelonina i catalana del moment. Lluïsa Vidal havia viscut de prop l'eclecticisme característic de la pintura modernista.
En aquest sentit, La violoncel·lista descansant tindria un component psicològic proper a Rusiñol, a les seves dones i noies absents, absortes en elles mateixes, com la Figura femenina de 1894 que es conserva al Museu Nacional d'Art de Catalunya (MNAC), però sense el seu decadentisme. La influència és tan palesa que en el passat es van comercialitzar quadres de Lluïsa Vidal falsificant-ne la signatura per fer-los passar per obres de Rusiñol o de Casas. Es creu que fins i tot un retrat d'una de les seves germanes es va vendre com una pintura de Santiago Rusiñol.
Per la seva banda, tot just abans de l'estiu de 1901 Vidal va marxar a París per completar la seva formació i hi va residir un any complet, un fet insòlit per a una dona artista de l'època. A París va descobrir l'impressionisme de la mà del mestre Eugène Carrière i probablement allà va fer contacte amb altres pintors catalans que hi residien, com Isidre Nonell o Ricard Canals. En tornar, la pintora va consagrar-se i va assolir molta fama com a retratista. El 1907 feia un retrat de gran format de Canals al seu estudi.

## Els retrats dels germans
Lluïsa Vidal va tenir una relació molt estreta amb les seves germanes i germans. Tots ells havien rebut una important formació cultural i artística: Francesca era violoncel·lista, Mercè tocava el piano, Júlia el violí, Maria era mestra i traductora, Carlota era escultora i Teresa es va casar amb l'escenògraf Oriol Junyent. De les bessones Rosina i Flora només se sap que la primera va dedicar la seva vida a tasques filantròpiques i dels nois, Frederic i Claudi, no se'n té gaire informació.
La pintora ja havia fet anteriorment altres retrats dels seus germans. Així, per exemple, l'estiu de 1898 va estar treballant a Sitges en les obres que al novembre havia d'exposar a la Sala Parés. Hi havia un retrat del jutge Marcelino Martino i dos dibuixos al carbó, un dels quals era un retrat de la seva germana Júlia, que titularia La violinista descansant.
En els retrats que Lluïsa va fer a les seves germanes i germans va saber comprendre i expressar els seus trets, triant aquell gest o aquell moment que millor els identificava. El Museu Nacional d'Art de Catalunya conserva dos d'aquests retrats, tots dos olis de gran format, que formaven part del conjunt d'obres (quatre dibuixos i quatre pintures, tots ells retrats) que Francesca Vidal i els seus germans van donar al museu l'any 1935. Són els retrats de Carlota i Marta i tots dos han estat datats en una data propera al de Francesca, entre 1906 i 1911. De la mateixa manera, es té notícia d'un dibuix a llapis de la Teresa adormida al costat del seu pare del 1898, d'una col·lecció particular, i d'un retrat a l'oli de Frederic que fa formar part de l'exposició que l'any 2001 la Fundació "La Caixa" va dedicar a la pintora.
| | | |
| --- | --- | --- |
| Carlota va morir de verola l'abril de 1905 i pràcticament un any després, el maig de 1906, Lluïsa va presentar a l'Exposición Nacional de Bellas Artes de Madrid aquest quadre, amb el títol Avantsala. | Vestida amb el vestit de passeig de les dones de la burgesia de l'època, elegant i amb estil, Marta és retratada com una noia decidida i extrovertida, mirant directament a l'espectador amb un somriure murri. | Frederic es presenta també amb vestit de passeig, protegit amb el barret de palla, i a mig treure o posar la jaqueta. Captat en un gest quotidià, mira decidit a l'espectador. |